# Lobeza huacamaya
Lobeza huacamaya är en fjärilsart som beskrevs av William Schaus 1928. Lobeza huacamaya ingår i släktet Lobeza och familjen tandspinnare. Inga underarter finns listade i Catalogue of Life.